# Pamporovo
Pamporovo (Bulgaars: Пампорово) is een populair skioord in het zuiden van Bulgarije in het Rodopegebergte op 1620 meter hoogte, op 260 km van Sofia en 85 km ten zuiden van Plovdiv.